# Лонжинек (гміна Оброво)
Лонжинек (пол. Łążynek) — село в Польщі, у гміні Оброво Торунського повіту Куявсько-Поморського воєводства.
Населення — 312 осіб (2011).
У 1975-1998 роках село належало до Торунського воєводства.

## Демографія
Демографічна структура станом на 31 березня 2011 року:
|          | Загалом | Допрацездатний вік | Працездатний вік | Постпрацездатний вік |
| -------- | ------- | ------------------ | ---------------- | -------------------- |
| Чоловіки | 152     | 42                 | 91               | 19                   |
| Жінки    | 160     | 36                 | 83               | 41                   |
| Разом    | 312     | 78                 | 174              | 60                   |